# Archibald Primrose (5e comte de Rosebery)
Pour les articles homonymes, voir Primrose et Archibald Primrose.
Archibald Philip Primrose (7 mai 1847 à Londres – 21 mai 1929), 5e comte de Rosebery, connu également à partir de 1851 sous le titre de courtoisie de Lord Dalmeny, est un homme d'État de l'époque victorienne, Premier ministre britannique de 1894 à 1895.

## Biographie

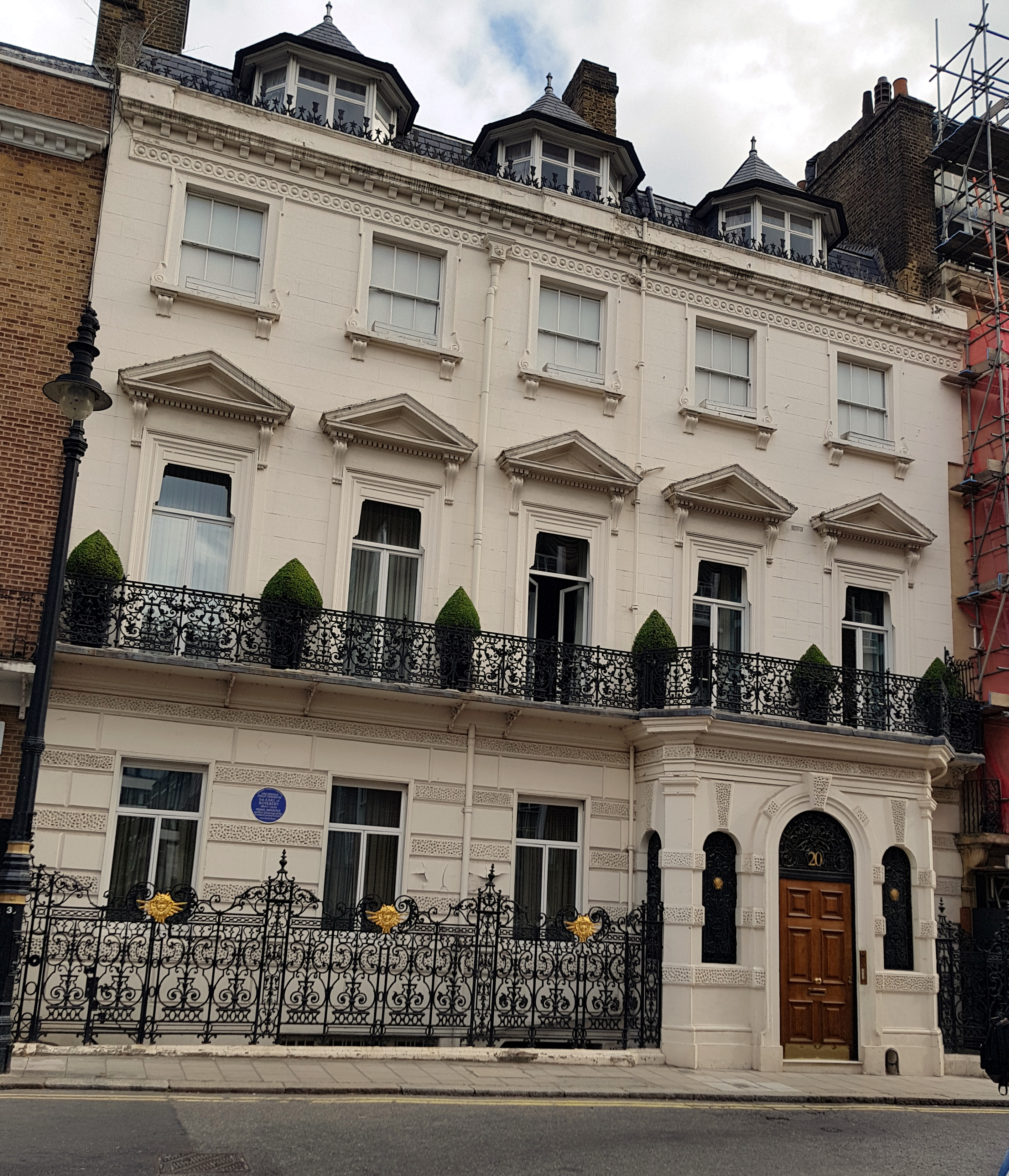
No 20 Charles Street : maison natale.

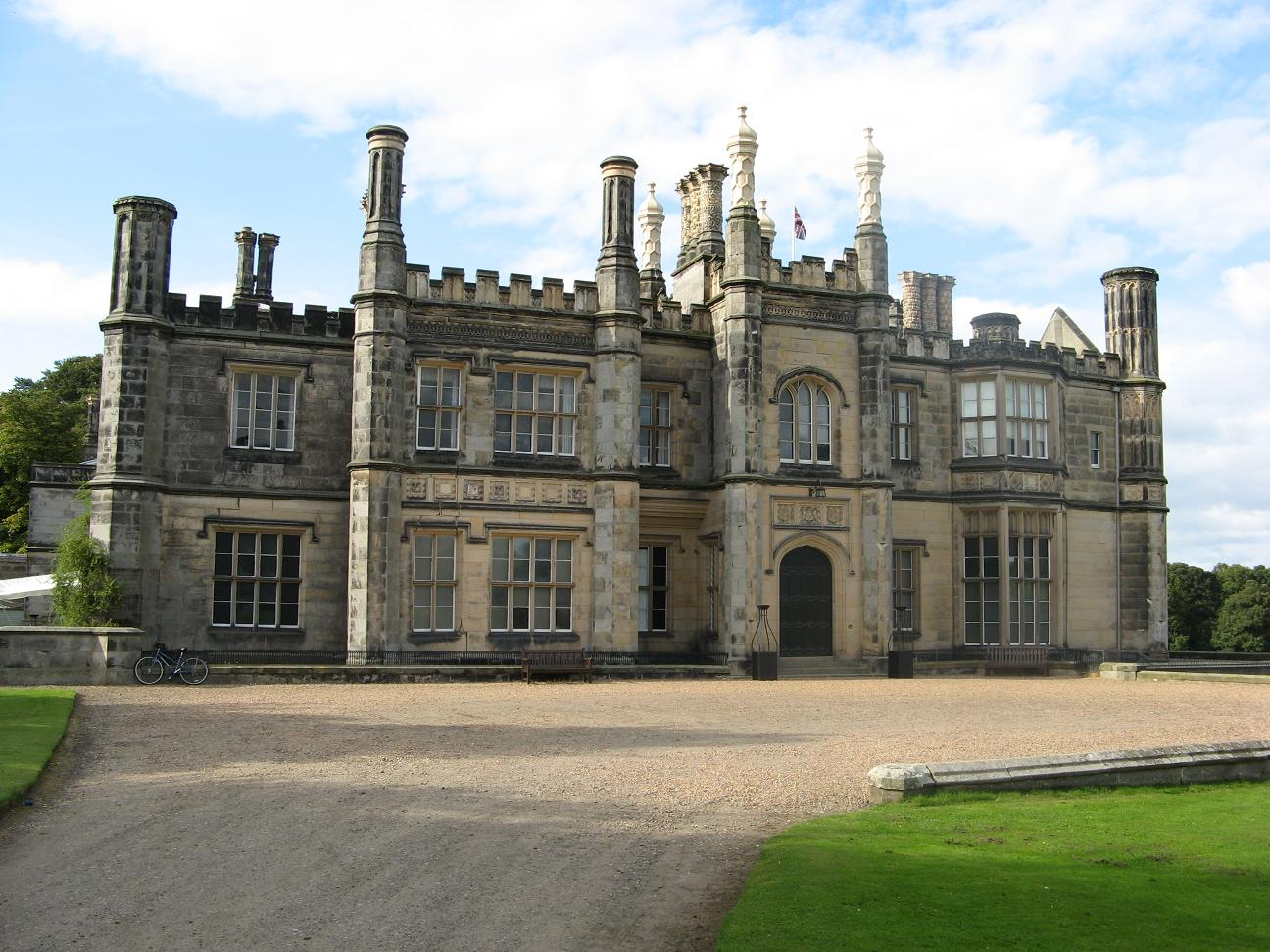
Dalmeny House en Écosse.

Scolarisé à l'Eton, depuis 1866 il poursuit ses études au Christ Church à Oxford. En 1868, la mort de son grand-père et l'héritage de ses titres le contraignent à cesser ses études avant l'obtention de son diplôme.
Libéral, il est nommé en 1881 sous-secrétaire des Affaires écossaises au bureau de l'Intérieur avant de démissionner en 1883. Il participe à la création d'un ministère de l'Écosse en 1885. Il devient lord du Sceau privé en 1885, secrétaire d'État aux Affaires étrangères en 1886 et de 1892 à 1894. Après la démission de William Ewart Gladstone, en 1894, il devient Premier ministre jusqu'en 1895 où il fut battu aux élections. Il démissionne de son poste de leader du Parti libéral, en 1896.
Il a par ailleurs écrit des biographies historiques dont une de Napoléon, en 1901, intitulée Napoléon. La Dernière Phase (Napoleon, the Last Phase).
Amateur de courses équestres, il gagna également le Derby à trois reprises.
Son fils Neil Primrose (qu'il a de Hanna de Rothschild, fille de Mayer de Rothschild) devient député à la Chambre des communes et sous-secrétaire d’État aux Affaires étrangères dans le gouvernement Asquith. Chef d'escadron au Royal Buckinghamshire, il meurt le 15 novembre 1917 de ses blessures à la seconde bataille de Gaza. Il est inhumé au cimetière militaire britannique de Ramleh, à une quinzaine de kilomètres de la sépulture de son cousin Evelyn de Rothschild.

### Source
- Ian Donnachie, George Hewitt, A Companion to Scottish History, B.T. Batsford, Londres (1989)  (ISBN 0713457392) (en) p. 170-171.